# Cerocala caelata
Cerocala caelata är en fjärilsart som beskrevs av Karsch 1896. Cerocala caelata ingår i släktet Cerocala och familjen nattflyn. Inga underarter finns listade i Catalogue of Life.